# Poésie en espéranto
 (octobre 2020).
Si vous disposez d'ouvrages ou d'articles de référence ou si vous connaissez des sites web de qualité traitant du thème abordé ici, merci de compléter l'article en donnant les références utiles à sa vérifiabilité et en les liant à la section « Notes et références ».

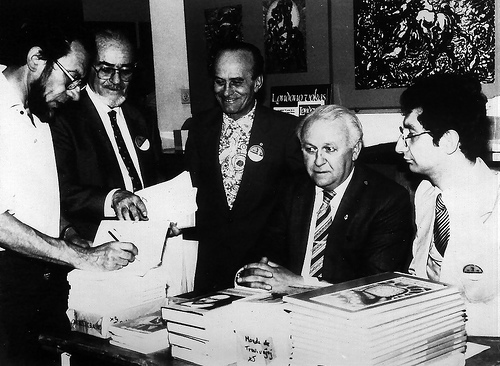
Plusieurs auteurs espérantophones, dont William Auld, assis au centre

La poésie en espéranto a toujours eu une présence importante dans cette langue. Louis-Lazare Zamenhof fut le premier poète espérantiste, puisqu'il s'y exerça dès le premier livre Langue Internationale (1887), avec les deux poèmes Mia penso et Ho, mia kor' (eo).
Au départ présente sous la forme de traductions d’auteurs déjà présents dans leurs pays respectifs, la poésie en espéranto a su au fil du temps attirer des œuvres originales. L’une des premières est Nevola Mortiginto (1896) de Vassily Deviatnine (eo) Au cours du xxe siècle, des poètes se sont fait remarquer et sont connus internationalement par les espérantophones pour leurs œuvres : Julio Baghy, Kálmán Kalocsay, William Auld, Marjorie Boulton.
De nos jours, il s’agit d’un pan de la littérature espérantophone toujours présent, récompensé notamment par l’association mondiale d’espéranto lors des concours de belles-lettres de l’UEA (eo). Il est représenté ces dernières années notamment par les poètes Jorge Camacho et Baldur Ragnarsson.

## Anthologies

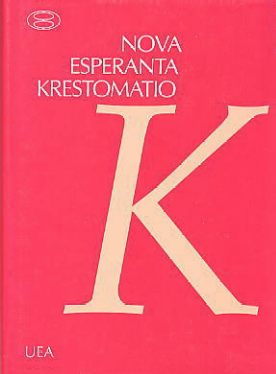
La Nova Esperanta krestomatio

La Fundamenta Krestomatio est un recueil des premières œuvres publiées jusqu’en 1902, notamment dans la revue La Esperantisto et dans La Liro de la Esperantistoj de Grabowski. Compilé pour une publication en 1903 par Zamenhof, il contient en fin d’ouvrage de nombreux poèmes.
Sous l’impulsion de Kalocsay, les écrits de douze poètes espérantophones originaires d’Europe et des États-Unis sont rassemblés en 1934, dans l’anthologie Dekdu Poetoj (eo) : 105 poèmes censés montrer la diversité présente en espéranto dans ce domaine de la littérature. Kalocsay profite de l’ouvrage pour présenter ses pairs et donner sa vision de leur travail et son ressenti quant à leurs écrits.
L’ouvrage le plus représentatif est l’Esperanta antologio (eo) de William Auld qui, sur les 888 pages de sa seconde édition de 1984 présente 706 œuvres écrites entre 1887 et 1981 par 163 poètes originaires de 35 pays. Des poèmes sont également compilés dans la Nova Esperanta krestomatio (eo) de 1991, toujours par William Auld.
Prolifique dans sa volonté de rendre accessibles des œuvres impactantes au plus grand nombre, Auld a aussi proposé en 1988 une liste des lectures de base en espéranto, mise à jour en 1997, contenant des œuvres en prose et de la poésie.

## Histoire de la poésie en espéranto

### 1887–1920: romantisme primitif
Zamenhof fonda la Bibliothèque de la Langue Internationale en 1894 et fut ensuite très vite rejoint par des hommes de grand talent, parmi lesquels Antoni Grabowski, ingénieur de son état, amoureux de la poésie et grand polyglotte. Parmi les poésies célèbres de Zamenhof figurent La Espero, devenu l'hymne de la collectivité espérantophone ou encore sa Prière sous le drapeau vert lue lors du congrès mondial d’espéranto de Boulogne-sur-Mer en 1905. À la suite de ce congrès deux recueils de poèmes originaux sont parus : Versaĵareto (1905) de Adomas Jakštas et Verdaj fajreroj (1908) de Roman Frenkel (eo).

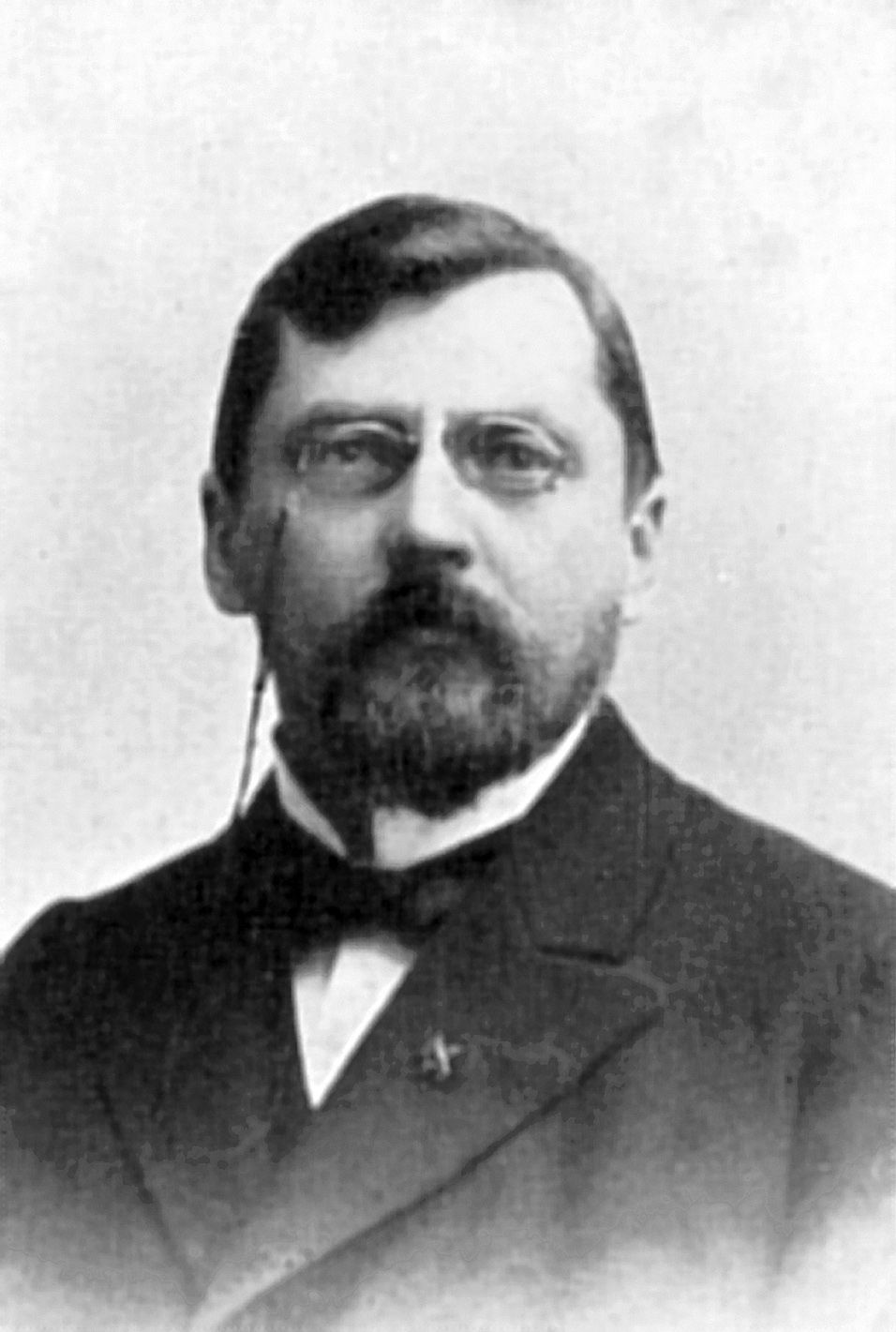
Antoni Grabowski

La poésie de l’avant-guerre a connu des contributions de la part des Polonais Wiktor Elski (eo) et Eska (eo) (Unuaj Agordoj, 1910), du tchèque Stanislav Schulhof (eo) (Per Espero al Despero, Kion la Vivo Alportis, 1911; Aŭtunaj Floroj, 1912), du suisse Edmond Privat (Tra l' silento (eo), 1912), du polonais Juliusz Kriss (eo) (Melodioj de l' Nokto, 1914) et de Clarence Bicknell, un anglais habitant en Italie. Ces poètes se sont montrés inspirés, malgré un manque technique dans leurs écrits, qui retire un peu à l’efficacité de leur poésie. Marie Hankel fut la première femme poète en espéranto avec Sableroj (eo) (1911). Des traductions d’œuvres originales vers l’espéranto sont également apparues à cette époque, notamment Kroataj poeziaĵoj (eo) (1912) depuis le croate, des traductions du « poète du Caucase » Mikhaïl Lermontov par Boris Mirski (eo) dans Novaj versaĵoj (eo) (1912), et Elektitaj Poemoj de Heine (eo) (1914) depuis l’allemand, enfin surtout le recueil de poèmes El Parnaso de Popoloj (eo) (1913) de Grabowski, depuis 30 langues et avec des poèmes originaux de sa main.
Pendant la Première Guerre mondiale, peu d’écrits sont parus de manière générale en espéranto, mais on peut citer le recueil de poèmes La Dorna Karesilo (1917) de Boris Mirski.

### 1921–1930: romantisme mature
Le poète ukrainien Eugène Mikhalski (eo) produit de nombreux poèmes à partir de 1918, toutefois les premiers commencent à être publiés en 1922. Prologo (eo) (1929) est le premier recueil de ses poèmes emplis d’enthousiasme, d’amour, de passion, construits en rhapsodie et qui laissent paraitre des idées socialistes. D’autres poèmes publiés notamment dans le recueil Fajro kuracas (eo) (1932) indiquent clairement des idées sociopolitiques et des louanges au régime stalinien.
En 1921 apparait le premier recueil de poèmes de Kálmán Kalocsay, Mondo kaj Koro (eo). Il est évident dès cet ouvrage qu’il s’agit d’un poète ne s’intéressant pas seulement à la poésie en tant que technique d’écriture. Kalocsay publie de nombreux poèmes pendant une dizaine d’années et en 1931 est publié le recueil complet El streĉita kordo (eo) avec des formes de poèmes variées : on y trouve des poèmes chantant les valeurs chères aux espérantophones, la désillusion de la maturité, l’amour, la nature, la tristesse.

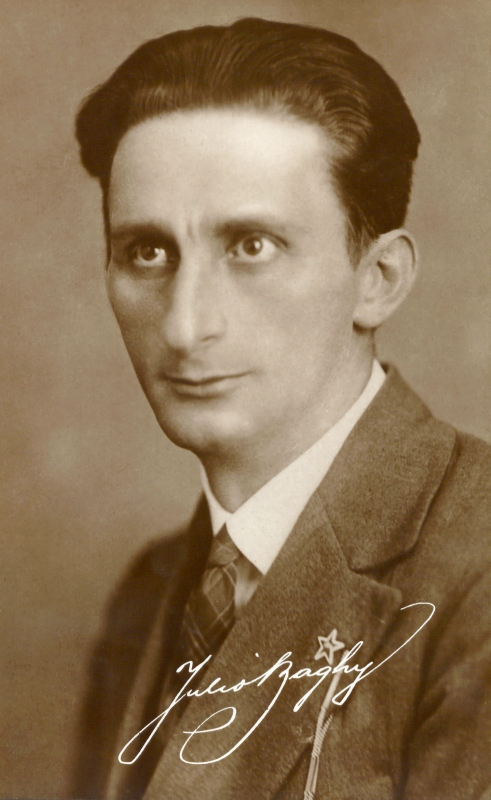
Julio Baghy

Hongrois lui aussi, Julio Baghy se fait connaitre avec le recueil Preter la Vivo (eo) (1922, œuvre couronnée par l’Académie d'espéranto). On trouve dans ses poèmes une expression des émotions davantage romantique. Ses écrits montrent sa profonde compassion pour toutes les victimes oppressées par la vie. Ses sentiments, sa mélancolie, son romantisme, peuvent lui être attribués par son héritage et les étapes de sa vie : il était comédien mais la guerre a laissé des impressions reconnaissables sur ses poèmes, notamment son emprisonnement en Sibérie, source d’inspiration pour son premier roman, Viktimoj (1925).
Pendant ces années d’après-guerre sont également apparus d’autres poètes, comme Julio Mangada Rosenörn (eo) (Versaĵaro, 1922), Jaume Grau Casas (eo) (Amaj poemoj (eo), 1924 et Novaj amaj poemoj (eo), 1927), Theodor Jung (La Alta Kanto de la Amo (eo), 1927), Jan van Schoor (eo) (Amo kaj Poezio (eo), 1928), et Nicolas Hohlov (La Tajdo, 1928). Parmi ces écrits, ceux de Hohlov sortent du lot, car ils laissent l’aspect lyrique originel de côté pour se diriger vers une littérature révolutionnaire. La poésie de Hohlov a un côté enchanteur et on sent que le poète maitrise son matériau et la technique de l’expression.
Le recueil de poèmes Verdkata testamento (eo) (1926) de Raymond Schwartz fait intervenir pour la première fois en espéranto l’esprit français, basé sur une philosophie épicurienne et une acceptation des hommes tels qu’ils sont. Schwartz se sert de la langue comme d’un outil inattendu pour faire passer des jeux et traits d’esprits et des jeux de mots au travers de parodies malicieuses. En 1932, son deuxième recueil de poèmes, La stranga butiko (eo), rend honneur à la grande crise.

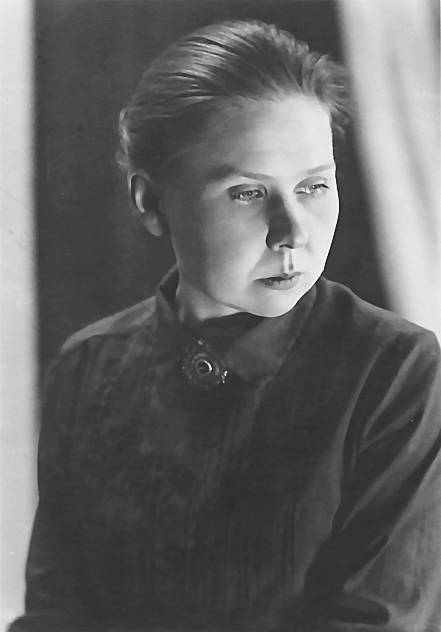
Hilda Dresen

Simple télégraphiste, l’estonienne Hilda Dresen devint un grand talent de la poésie par sa description de la nature nordique. Grâce à ses traductions, le lectorat de poésie a pu connaitre des recueils de Marie Under (Elektitaj Versaĵoj de Marie Under (eo), 1929) et de Johannes Vares (Horizontoj (eo), 1931). Elle a également participé à la rédaction du premier volume d’une anthologie de poèmes estoniens, Estona Antologio (eo) (1932). Toujours dans le domaine des traductions, après une anthologie de Kálmán Kalocsay intitulée Eterna bukedo (eo) en 1931, dans laquelle sont rassemblés des poèmes de pas moins de 115 auteurs dans 22 langues et époques différentes, une grande anthologie hongroise de poèmes et nouvelles, Hungara antologio (eo), apparait en 1933 sous sa direction grâce au travail collectif de nombreux auteurs.

### 1931–1951 : mouvement parnasse

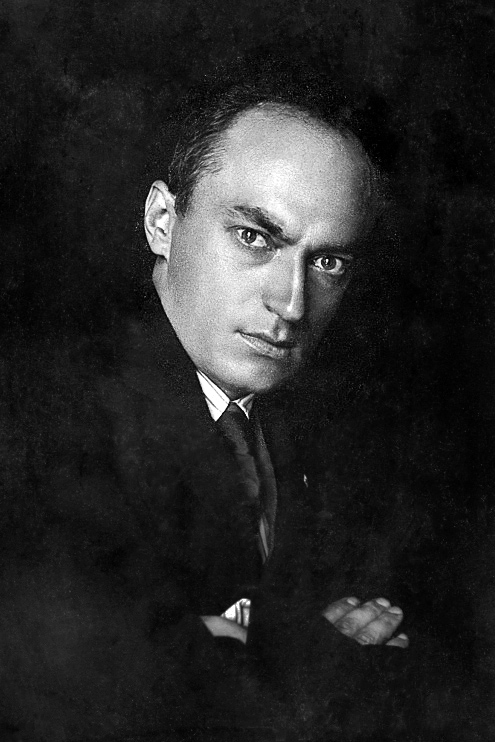
Kálmán Kalocsay

En 1932, c’est sous le nom de plume de Peter Peneter que Kálmán Kalocsay propose ses Sekretaj Sonetoj (eo), « sonets secrets » érotiques écrits dans un style qui le trahit par l’habileté de ses rimes et une maitrise de la langue sans reproche. il publie avec Gaston Waringhien et Roger Bernard un ouvrage intitulé Parnasa Gvidlibro (eo) où ils développent leurs théories de la métrique en espéranto, des exemples et un dictionnaire de rimes, contenant toutefois de nombreux néologismes mal perçus notamment par Léon Courtinat (eo) dans son deuxième volume de Historio de Esperanto (eo).
Julio Baghy publie La Vagabondo Kantas (eo) en 1933, dans lesquels ses poèmes laissent apparaitre son cœur chaleureux, sans artifice, spontané et mélancolique. Tantôt sérieux, tantôt drôles, remplis d’humour, de sarcasme, d’amour, d’ironie, de satire, ils décrivent des expériences de vie et une philosophie teintée d’humanisme.
En 1934, Eugène Mikhalski (eo) fait publier de nouveaux poèmes dans le recueil Kantoj de Amo kaj Sopiro (eo).
Le letton Nikolajs Ķurzēns (eo) apparait comme maitre des formes courtes, par lesquelles il dépeint crûment la réalité sans artifice poétique. Ses comparaisons sont fortes et révélatrices. Un recueil de ses nouvelles, Mia spektro est publié en 1938 par Literatura Mondo.

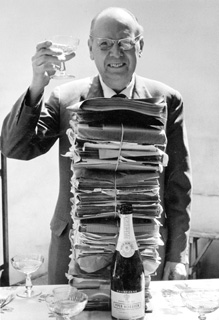
Gaston Waringhien

En 1939, sous le nom de plume Georges E. Maŭra, le français Gaston Waringhien fait paraitre des poèmes rédigés entre 1933 et 1936 dans Duonvoĉe (eo), traitant d’humour, d’amour et de la Guerre d'Espagne.
Pour les traductions, on peut citer dans cette période Se Aŭskultas la Animo (eo) (1939) avec des poèmes du prête belge néerlandais Guido Gezelle traduits par Hector Vermuyten (eo) et Spegulo Homarana (eo) (1946) de Vilho Setälä, recueil de dix poèmes idéalistes du finlandais Juhana Heikki Erkko.
Le néo-zélandais Brendon Clark (eo) développa une théorie originale de la métrique en espéranto, y dédiant un article en aout 1946 dans la revue Esperanto Internacia (eo), puis en 1949 dans son ouvrage Kien la Poezio?. On y trouve, outre sa théorie, des poèmes originaux et traduits par lesquels il montre l’application de ses idées. Ses principes couvrent de nombreux éléments, notamment la question de faire rimer ensemble rimes masculines et féminines, mais le plus connu et cité est le fait que selon lui, les mots ne doivent pas être trop « amputés » par l’élision de la terminaison des substantifs ; Clark s’y montre clairement opposé. Son traitement est clairement romantique.

### 1952–1974: du post-parnasse au modernisme

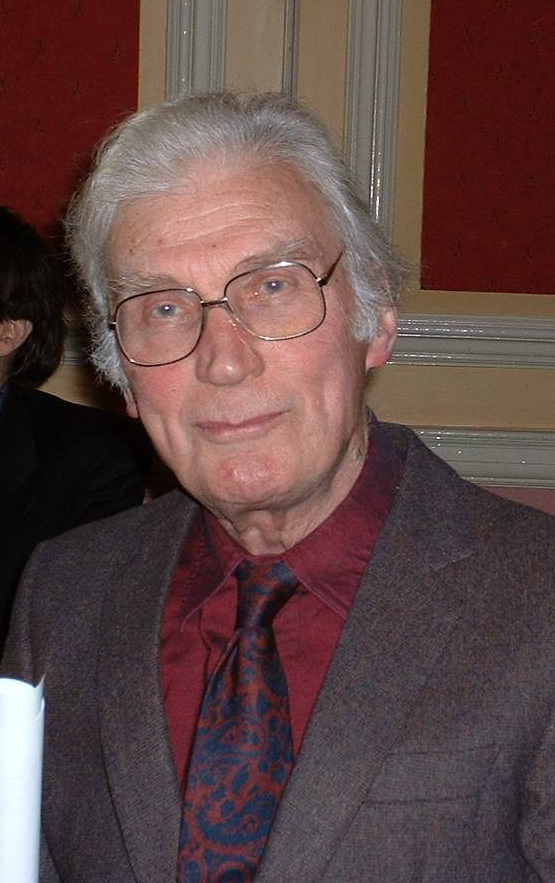
John Francis en 2011

Pendant la Seconde Guerre mondiale, la publication de littérature espérantophone en général s’est arrêtée fortement. Après la fin de la guerre, elle a refleuri ensuite, non seulement en Europe mais aussi en Asie, où ne nombreuses revues notamment de belles-lettres commencent à être publiées. En 1952, l’œuvre marquante est Kvaropo (eo) de William Auld, John Dinwoodie (eo), John Francis, et Reto Mario Rossetti, qui marque l’arrivée dans le post-parnasse avec l’« école écossaise ». La même année, la mise en marche de la maison d’édition Stafeto (eo), qui a produit une série de plus de 90 livres de belles lettres jusqu’en 1975, est un évènement important pour la poésie en espéranto.
En 1953, Gaston Waringhien traduit depuis le persan des poèmes d’Omar Khayyam (Poemoj de Omar Kajam). William Auld publie en 1955 ce qui est encore aujourd’hui considéré comme l’un des chefs-d’œuvre de la poésie en espéranto, La infana raso (eo) (« La Race infantile »), poème en 25 chapitres. C’est pour cet ouvrage qu’Auld a été proposé au prix Nobel de littérature en 1999.

L’Anglaise Marjorie Boulton, professeure de littérature anglaise diplômée d'Oxford, excelle tant dans l’histoire de l’espéranto que dans une poésie et une prose (biographie de Zamenhof, nouvelles, pièces de théâtre) non dépourvues d’originalité et d’humour. En poésie, mentionnons de sa main Kontralte (1955), Cent ĝojkantoj (1957) et Eroj (1959).
Dans l’école écossaise, Reto Mario Rossetti propose Pinta krajono (eo) (1959), en trois parties : des poèmes dédiés aux auteurs les plus renommés de l’époque, où il leur rend hommage, et dont il copie et parodie le style ; un long poème de plus de trente pages sur l’histoire des langues, les soucis linguistiques, et l’espéranto, qu’il a composé pour le 40e congrès mondial d’espéranto à Bologne ; enfin des poèmes de même métrique.
Parmi les traductions, la Ĉina Antologio (1949-1959) (eo) publiée en 1960 par la Ligue chinoise d'espéranto (eo) se démarque. Elle contient prose et poésie, où transparait la lutte entre le sentiment collectiviste et l’égoïsme individuel. Les poèmes traitent de sujets variés : guerre de Corée, les progrès industriels et différences avec la société antique, des chants d’amour, des chants patriotiques.

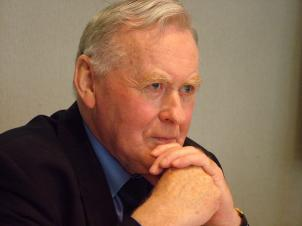
Baldur Ragnarsson en 2005

L’islandais Baldur Ragnarsson se fait connaitre avec Ŝtupoj sen Nomo en 1959. William Auld publie un nouveau recueil en 1960, Unufingraj melodioj (eo), contenant aussi de la comédie en vers ; le texte y est très réfléchi et poli. En 1962, l’écrivain hongrois Imre Baranyai (eo) démontre ses talents de poète dans le recueil Ekzilo kaj Azilo. Par des traductions, Ragnarsson fait découvrir la poésie islandaise de Torstein fra Hamri dans Sub stelo rigida (1963).
Stafeto publie en 1967 une centaine de sonnets de Geraldo Mattos dans Arĉoj (eo), dont deux sont composés en pra-Esperanto. En 1969, Stafeto publie un recueil de William Auld, Humoroj (eo) sur le vide de la vie et la capacité humaine à résister, des questions qui animent le sceptique.
L’argentin Georgo Abraham (eo) traduit en 1972 des histoires et poèmes (Rakontoj kaj Poemoj (eo)) du poète libanais Gibran Khalil Gibran ; la traduction en espéranto d’œuvres écrites en arabe est chose encore rare à l’époque. En 1973, des poèmes originaux de Ragnarsson sont rassemblés dans Esploroj. Poemoj (eo). À travers un espéranto utilisant ses possibilités agglutinantes, Ragnarsson voit en la poésie une exploration, une manière de capter les sentiments pour les fixer à travers le temps et l’espace.

### 1975–1990: poésie expérimentale
Par le recueil de traductions El la japana moderna poezio, Masao Miyamoto fait découvrir en 1977 les poèmes du Soleil levant. Il s’était fait connaitre avec ses poèmes originaux dans Invit’ al japanesko (1971). Toujours pour les traductions, Hilda Dresen amène à l’espéranto des poèmes estoniens de 36 auteurs publiés de 1940 à 1970 dans le recueil Estona soveta poezio (eo) (1977).
William Auld poursuit son art par Rimleteroj (échange avec Marjorie Boulton, 1976), El unu verda vivo (1978) et En barko senpilota (1987). De son côté, Kálmán Kalocsay écrit un essai sur la manière d’écrire et de traduire de la poésie dans Kiel verki kaj traduki poemojn (eo) (1979). Arrive ensuite le travail qu’il s’était promis d’achever : Tutmonda sonoro (eo) (1981), une anthologie mondiale de 581 poèmes, traduits vers la langue internationale de 185 poètes en 30 langues, depuis les grecs et les romains jusqu’aujourd’hui, en passant par l’arabe, le chinois, le japonais.

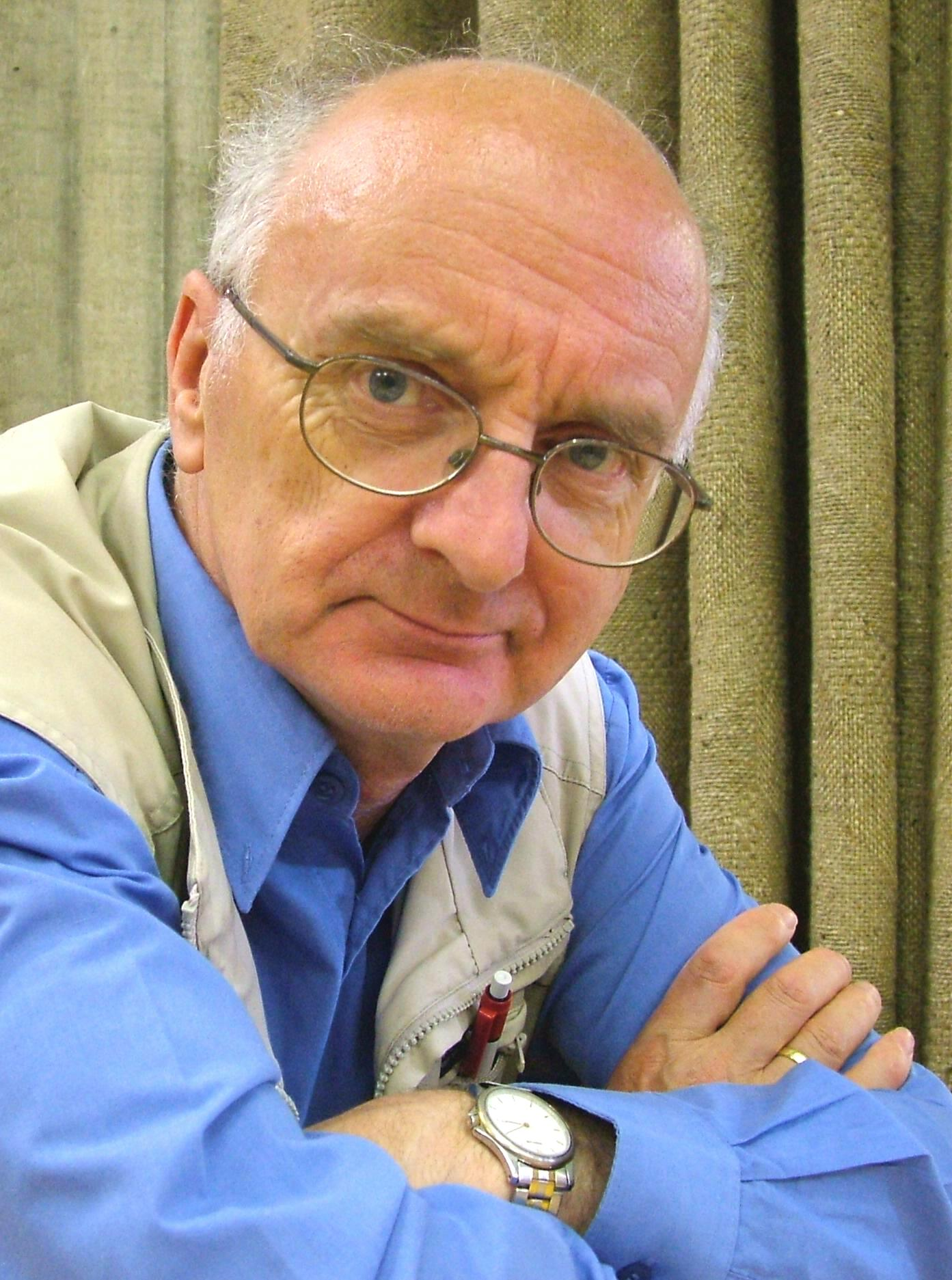
Gerrit Berveling en 2007

En octobre 1980, le premier numéro de la revue Fonto (eo) apparait, dans le but de traiter de belles-lettres : poésie, prose, essais, théâtre, etc. Elle a commencé à publier certaines, puis toutes, les œuvres qui ont été primées au concours de belles-lettres de l’UEA (eo).
Poète d’Afrique du Sud, Edwin de Kock (eo) marque ces décennies par les recueils Plukonstrue (1975), Japaneskoj (1982), Saluton al la suno (1983) et La konflikto de la epokoj (1984-1985). Il avait déjà écrit auparavant quatre autres recueils.
Le linguiste néerlandais Gerrit Berveling, futur rédacteur de Fonto, produit de nombreuses traductions, surtout depuis le latin, le grec, le néerlandais. Il rédige également quelques recueils de poèmes originaux à partir des années 1980. Les premiers d’entre eux sont Tri ’stas tro (1987), Trifolio (1988) et Kanto pri Minotauro, kaj aliaj poemoj (1993).
En 1991 apparait Meznokto metropola (eo), recueil de poèmes de Krys Williams (eo). En 1992, plus de 170 poèmes du chinois Armand Su (eo) (1936–1990) sont rassemblés de manière posthume dans Poemoj de Armand Su.

### depuis 1991: apparition du post-modernisme
Ibere libere (eo) est un recueil de poèmes publié en 1993, écrits par Miguel Fernández Martín (eo), Miguel Gutiérrez Adúriz (eo), Jorge Camacho et Gonçalo Neves (eo). Il marque le début de cette période par la formation de l’« école ibérique (eo) ». Au 78e congrès mondial d’espéranto à Valence (Espagne), les quatre auteurs ont été primés lors du concours de belles-lettres de l’UEA (eo).

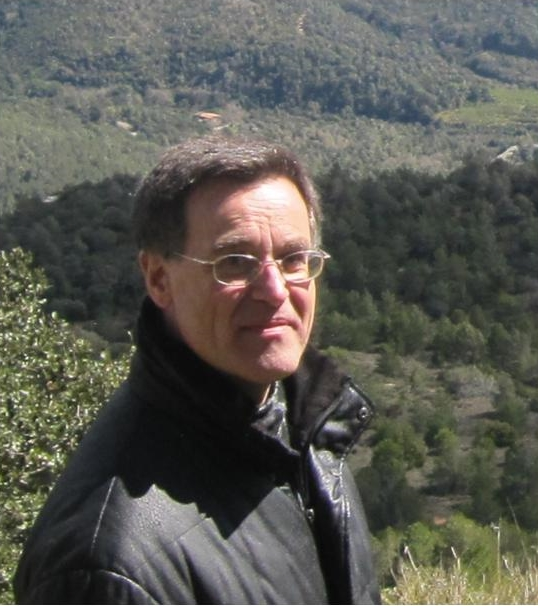
Abel Montagut en 2015

D’autres auteurs rejoignent l’école ibérique, notamment Abel Montagut. Ce poète publie en 1993 Poemo de Utnoa (eo), épopée en sept chants écrits en vers de 15 syllabes et s’inspirant des grandes épopées de la culture et la littérature de tous pays. Le résultat d’un travail commencé en 1982, où le style laisse apparaitre des comparaisons animales fréquentes et le message est pacifique, prônant un refus de la guerre et de la destruction. Au sein de l’école ibérique, Miguel Fernández Martín publie ensuite El miaj sonoraj soloj (1996).
L’ingénieur chimiste russe Mikhaïl Gichpling (eo) s’adonne à la poésie au travers de : El sisma zono (eo) (1994), Eola harpo (1999), Tie ĉi tie (2003) et Vespere (2008). Il évoque par sa plume la vie quotidienne dans l’Union soviétique post-communiste.

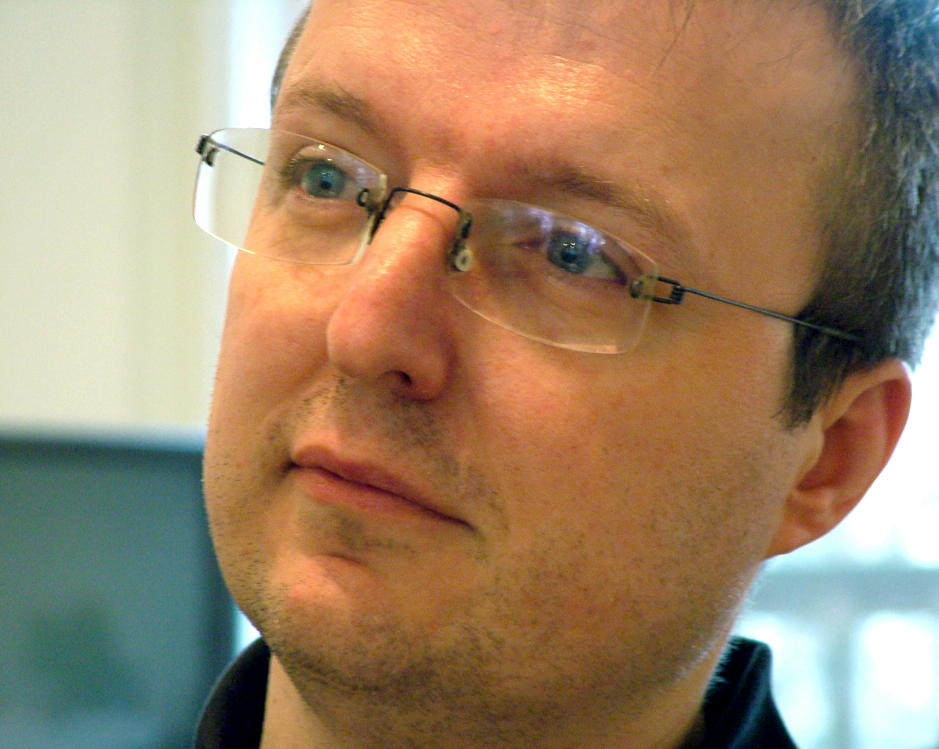
Jorge Camacho en 2007

On reproche parfois à Jorge Camacho l’usage de néologismes ; il a publié à ce sujet un essai en 1999, La Mava Lingvo (eo), qui critique un précédent livre de Claude Piron consacré à l’aspect fortement agglutinant de l’espéranto, La Bona Lingvo (eo) (1989).
Gonçalo Neves publie un nouveau recueil de poèmes en l’an 2000, Simptomoj. Les années suivantes, Mikhaïl Bronstein (eo) déjà connu pour ses chansons en espéranto, propose plusieurs recueils de poèmes : Du lingvoj (2001), Iam, kiam… (2005) et Kajto (2008).

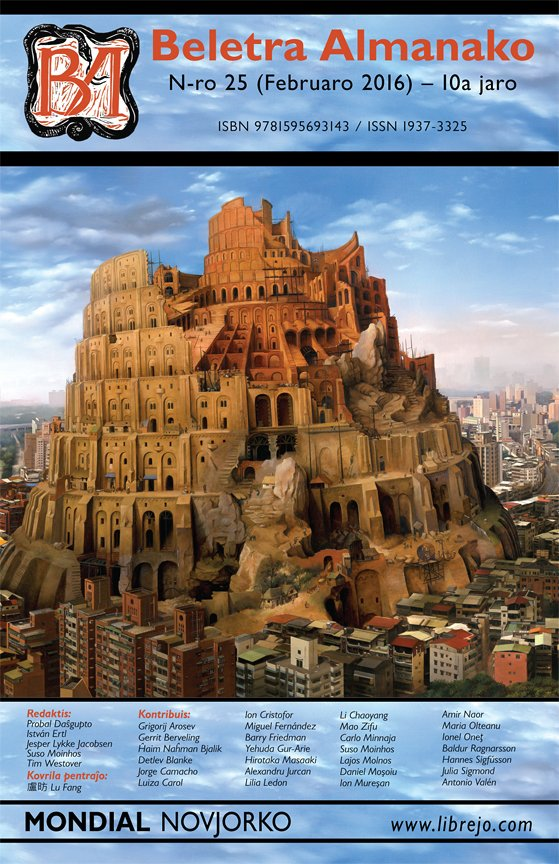
Beletra Almanako, février 2016

En 2007, la série de livres Beletra Almanako apparait et consacre une partie de son contenu à la poésie. On y découvre les poèmes d’auteurs qui n’ont pas forcément été publiés dans des recueils, comme ceux d’Ulrich Becker, Gerrit Berveling, István Ertl, Miguel Fernández Martín (eo), Jesper Lykke Jacobsen (eo), Zifu Mao (eo), Benoît Philippe, Nicola Ruggiero (eo). La même année, après une absence de trente ans dans ce domaine, Baldur Ragnarsson revient à la poésie avec de nombreux recueils : La lingvo serena (2007), La neceso akceptebla (2008), La fontoj nevideblaj (2010), Laŭ neplanitaj padoj (2013) et Momentoj kaj meditoj (2016).
Jorge Camacho également est un poète très prolifique. Dans les dernières années, il a publié les recueils de suivants : Celakantoj (eo) et Saturno (eo) (2004), Eklipsas (2007), Koploj kaj filandroj (2009), La silika hakilo (2011), En la profundo (2013), Palestino strangolata (2016) et Brulvunde (2017).

## Poètes importants

### Pionniers
- Clarence Bicknell (1842–1918)
- Louis-Lazare Zamenhof (1859–1917)
- Antoni Grabowski (1857–1921)
- Edmond Privat (1889–1962)
- Nicolas Hohlov (1891–1953)
- Julio Baghy (1891–1967)
- Kálmán Kalocsay (1891–1976)
- Raymond Schwartz (1894–1973)

### Première moitié duxxesiècle
- Gaston Waringhien (1901–1991)
- Reto Mario Rossetti (1909–1994)
- Tibor Sekelj (1912–1988)
- Masao Miyamoto (1913–1989)
- William Auld (1924–2006)
- John Francis (1924–2012)
- Marjorie Boulton (1924–2017)
- Mikhaïl Gichpling (eo) (1924–2017)
- Georges Lagrange (1928-2004)
- Edwin de Kock (eo) (1930–)
- Baldur Ragnarsson (1930–)
- Victor Sadler (1937–)

### Seconde moitié duxxesiècle
- Mikhaïl Bronstein (eo) (1949–)
- Miguel Fernández Martín (eo) (1950–)
- Miguel Gutiérrez Adúriz (eo) (1950–)
- Abel Montagut (1953–)
- Ulrich Becker (1958–)
- Jorge Camacho (1966–)
- Keyhan Sayadpour (eo) (1967–)
- Jesper Lykke Jacobsen (eo) (1971–)